# Belna
Belna – część miasta Biecz, położona na wschodzie miasta, nad Ropą, w rejonie ulic Belna Dolna i Belna Górna.
Dawniej samodzielna wieś i gmina jednostkowa.